# Cirilo de Citópolis
Cirilo de Citópolis (525-558 (33 anos)) foi um monge, sacerdote e historiador cristão grego que viveu em Citópolis (Palestina Prima) no século VI. Ele escreveu as hagiografias de sete santos monges palestinos após sua chegada ao Mosteiro de Nova Laura em 555.

## História
Cirilo passou por volta de dez anos no mosteiro de Eutímio, o Grande, conhecido também como Khan el-Ahmar.. Suas obras, uma das quais chamada de "As Vidas dos Monges da Palestina", permanecem como uma das principais fontes para os estudo da vida monástica na época.
De acordo com João Mosco, a bem conhecida história de Santa Maria do Egito aparece na hagiografia de São Ciríaco escrita por Cirilo.